# Amaryllis Collymore
Amaryllis Collymore, född 1745, död 1828, var en barbadisk slav och slavägare, känd som den rikaste färgade kvinnan på Barbados före upphävandet av slaveriet.  
Hon föddes som slav till en fri färgad kvinna och köptes år 1780 av den förmögne plantageägaren Robert Collmore, som 1784 frigav henne och hennes barn. Collymore gifte sig inte med henne, men de levde tillsammans till hans död 1824. Han köpte henne en plantage, som hon skötte själv. Hon ärvde en förmögenhet av honom vid hans död. Hennes hus i Bridgetown tillhör nu Barbados Community College. 